# 什斯比爾灣
什斯比爾灣（英語：Sheathbill Bay）是南極洲的海灣，位於南喬治亞群島，處於羅西塔港以北，由英國南極名稱諮詢委員會命名，由英國海外領土管轄。